# Platysenta micrippia
Platysenta micrippia är en fjärilsart som beskrevs av Dyar 1912. Platysenta micrippia ingår i släktet Platysenta och familjen nattflyn. Inga underarter finns listade i Catalogue of Life.